# Liste des maires de Compiègne
Cet article dresse une liste par ordre de mandat des maires de Compiègne.

## Liste des maires

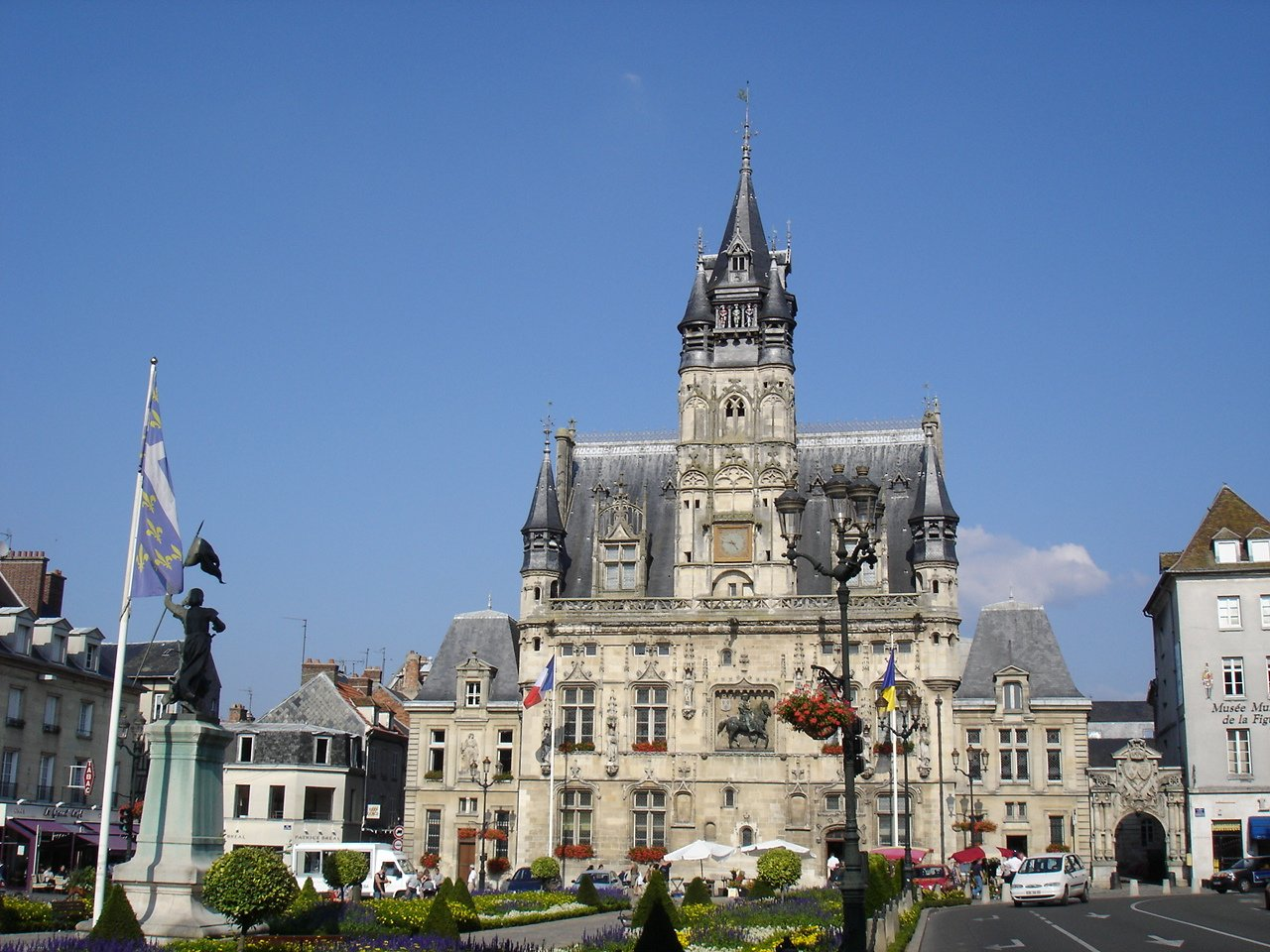
L'hôtel de ville de Compiègne.

| Période         | Période  | Identité                           | Étiquette            | Qualité |
| --------------- | -------- | ---------------------------------- | -------------------- | --- |
| 1773            | 1789     | Jean Denys de Crouy d'Arcy         |                      | Procureur du roi |
| 1789            | 1790     | Jean Le Caron de Mazencourt        |                      | |
| 1790            | 1790     | Jean-François Alix                 |                      | |
| 1790            | 1791     | Charles Antoine Thirial            |                      | |
| 1791            | 1792     | Antoine de Cayrol                  |                      | |
| 1792            | 1794     | Alexandre Scellier                 |                      | |
| 1794            | 1795     | Jean Baptiste Devismes             |                      | |
| 1795            | 1797     | Alexandre Scellier                 |                      | |
| 1798            | 1800     | Jean Claude Mosnier                |                      | |
| 1800            | 1801     | Alexandre Scellier                 |                      | |
| 1801            | 1804     | Marie Jacques de Meaux             |                      | |
| 1805            | 1811     | François Jacques Dalmas            |                      | Ancien officier |
| 1811            | 1830     | Jacques-François-Charles de Lancry |                      | Député |
| 1830            | 1832     | Antoine Poulletier d'Autreval      |                      | |
| 1832            | 1839     | Alexandre Pottier                  |                      | |
| 1839            | 1845     | Antoine Poulletier d'Autreval      |                      | |
| 1845            | 1846     | Alexandre Poulain de la Bigne      |                      | |
| 1846            | 1848     | Alexandre Benoit Labarre           |                      | |
| 1848            | 1851     | Antoine Rémi Viet                  |                      | |
| 1852            | 1853     | Pierre Emmanuel Deverson           |                      | |
| 1853            | 1863     | Jean-Louis-Pierre Arachequesne     |                      | |
| 1863            | 1872     | Eugène Floquet                     |                      | |
| 1872            | 1878     | Jean-Louis Aubrelicque             |                      | Sénateur |
| 1878            | 1902     | Alphonse Chovet                    |                      | Sénateur |
| 1902            | 1904     | Joseph Basile Gournay              |                      | Président de la chambre de commerce |
| 1904            | 1935     | Robert Fournier-Sarlovèze          | FR                   | Député |
| 1935            | 1940     | James de Rothschild                | Rad. ind.            | |
| 1940            | 1944     | Jean Lhuillier                     | URD                  | |
| 1945            | 1947     | James de Rothschild                | Rad. ind.            | |
| 25 octobre 1947 | 1954     | Jean Legendre                      | PRL                  | Député |
| 1954            | 1959     | Henri Adnot                        |                      | |
| 1959            | 1987     | Jean Legendre                      | CNIP                 | Député |
| 23 octobre 1987 | en cours | Philippe Marini,                   | RPR puis UMP puis LR | Président de l'Agglomération de la région de Compiègne (2005-2016) Président de l'Agglomération de la Région de Compiègne et de la Basse Automne (2017-) Conseiller général de Compiègne-Nord (1991-1992 ; 2001-2002) Sénateur (1992-2015) |